# AS Roma
AS Roma este un club de fotbal din Roma, care evoluează în Serie A. Clubul a fost fondat în anul 1927 și își dispută meciurile de acasă pe Stadio Olimpico din Roma, stadion pe care evoluează și concitadina SS Lazio.

## Istoric
Înființarea echipei a avut loc prin unirea a trei cluburi din oraș, Roman FC, SS Alba-Audace și Fortitudo-Pro Roma SGS cu scopul de a crea o echipă puternică în capitală, capabilă să rivalizeze cu marile formații din nordul Italiei. Singurul club deja existent în oraș care nu a fost de acord să participe la crearea noii echipe a fost S.S. Lazio.
Încă de la început, AS Roma a evoluat în liga de elită a Italiei, primul trofeu venind în 1928, Cupa CONI, o competiție de consolare destinată echipelor care nu se calificau pentru faza finală a campionatului. Primul sezon remarcabil a fost 1930-31, când a încheiat pe locul secund, în urma lui Juventus Torino. În cele din urmă, romanii s-au încoronat campioni în 1942, dar apoi a urmat o perioadă de recul, în 1951 echipe retrogradând în a doua divizie. După un singur sezon petrecut în Serie B, AS Roma a promovat și a reluat seria rezultatelor notabile, în 1955 încheind din nou pe locul doi.
În 1961, AS Roma a obținut primul trofeu european, cucerind Cupa Orașelor Târguri, pentru ca în 1964 să câștige în premieră Coppa Italia. La începutul stagiunii 1964-1965, AS Roma a fost aproape de faliment, dar a fost salvată de suporteri care au făcut o chetă publică.
Al doilea titlu de campioană a Italiei din istoria clubului a venit la 41 de ani după primul, în 1983, iar al treilea abia în 2001. Pe plan european a mai jucat două finale, în Cupa Campionilor Europeni în 1984, și în Cupa UEFA în 1991, pierdute amândouă. În ciuda ultimului eșec, AS Roma a fost declarată echipa anului 1991, în clasamentul realizat de Federația Internațională de Istorie și Statistică a Fotbalului.
Francesco Totti este jucătorul emblemă al echipei, atacantul deținând aproape toate recordurile clubului: cele mai multe prezențe în campionat și în toate competițiile, precum și cele mai multe goluri marcate în tricoul Romei. Recordul de cele mai multe goluri înscrise într-un singur sezon îi aparține lui Rodolfo Volk, autor a 29 de goluri în sezonul 1930-1931.
6% dintre microbiștii italieni sunt fanii lui AS Roma, ceea ce face clubul din capitală să ocupe locul cinci într-un clasament după numărul de fani din Italia, după Juventus Torino, Inter Milano, AC Milan și SSC Napoli.
Una dintre poreclele clubului este Lupii, animal care a figurat întotdeauna sub diverse forme pe stema echipei și care provine din legenda creării orașului Roma, lupoaica de la care s-au hrănit frații Romulus și Remus.
Cea mai mare rivală pentru AS Roma este concitadina SS Lazio, meciul direct fiind denumit Derby della Capitale. Duelul cu SSC Napoli este cunoscut sub numele Derby del Sole (Derbiul Soarelui), cele două echipe fiind cele mai titrate din centrul și sudul Italiei.

## Lotul actual
La 28 iulie 2025
| Nr. |                   | Poziție | Jucător                                   |
| --- | ----------------- | ------- | ----------------------------------------- |
| 2   | Țările de Jos     | F       | Devyne Rensch                             |
| 3   | Spania            | F       | Angeliño                                  |
| 4   | Italia            | M       | Bryan Cristante (al 3-lea căpitan)        |
| 5   | Coasta de Fildeș  | F       | Evan Ndicka                               |
| 7   | Italia            | M       | Lorenzo Pellegrini (căpitan)              |
| 8   | Maroc             | M       | Neil El Aynaoui                           |
| 9   | Ucraina           | A       | Artem Dovbyk                              |
| 11  | Republica Irlanda | A       | Evan Ferguson (împrumutat de la Brighton) |
| 12  | Arabia Saudită    | F       | Saud Abdulhamid                           |
| 17  | Franța            | M       | Manu Koné                                 |
| 18  | Argentina         | A       | Matías Soulé                              |
| 19  | Turcia            | F       | Zeki Çelik                                |
| 21  | Argentina         | A       | Paulo Dybala                              |
| 22  | Spania            | F       | Mario Hermoso                             |

| Nr. |               | Poziție | Jucător                         |
| --- | ------------- | ------- | ------------------------------- |
| 23  | Italia        | F       | Gianluca Mancini (vice-căpitan) |
| 24  | Albania       | F       | Marash Kumbulla                 |
| 34  | Țările de Jos | F       | Anass Salah-Eddine              |
| 35  | Italia        | A       | Tommaso Baldanzi                |
| 43  | Brazilia      | F       | Wesley                          |
| 44  | Italia        | A       | Luigi Cherubini                 |
| 55  | Gambia        | M       | Ebrima Darboe                   |
| 61  | Italia        | M       | Niccolò Pisilli                 |
| 63  | Italia        | P       | Pietro Boer                     |
| 66  | Spania        | F       | Buba Sangaré                    |
| 91  | Polonia       | P       | Radosław Żelezny                |
| 92  | Italia        | A       | Stephan El Shaarawy             |
| 95  | Italia        | P       | Pierluigi Gollini               |
| 99  | Serbia        | P       | Mile Svilar                     |

### Jucători împrumutați
| Nr. |            | Poziție | Jucător                                                         |
| --- | ---------- | ------- | --------------------------------------------------------------- |
|     | Italia     | M       | Riccardo Pagano (la Bari până pe 30 iunie 2026)                 |
|     | Uzbekistan | A       | Eldor Shomurodov (la İstanbul Bașakșehir până pe 30 iunie 2026) |

| Nr. |        | Poziție | Jucător                                           |
| --- | ------ | ------- | ------------------------------------------------- |
|     | Anglia | A       | Tammy Abraham (la Beșiktaș până pe 30 iunie 2026) |

## Palmares

### Național
Serie A
- Campioană (3): 1941–42, 1982–83, 2000–01
- Vicecampioană (14): 1930–31, 1935–36, 1980–81, 1983–84, 1985–86, 2001–02, 2003–04, 2005–06, 2006–07, 2007–08, 2009–10, 2013–14, 2014–15, 2016-17

Coppa Italia
- Câștigătoare (9): 1963–64, 1968–69, 1979–80, 1980–81, 1983–84, 1985–86, 1990–91, 2006–07, 2007–08
- Finalistă (8): 1936–37, 1940–41, 1992–93, 2002–03, 2004–05, 2005–06, 2009–10, 2012–13

Supercoppa Italiana
- Câștigătoare (2): 2001, 2007
- Finalistă (4): 1991, 2006, 2008, 2010

Serie B
- Câștigătoare (1): 1951–52

### Internațional
Cupa Campionilor Europeni
- Finalistă (1): 1983–84

Cupa UEFA
- Finalistă (1): 1990–91

Cupa Orașelor Târguri (Cupa UEFA)
- Câștigătoare (1): 1960–61

Cupa Anglo-Italiană
- Câștigătoare (1): 1971–72

Conference League
- Câștigătoare (1): 2021-2022

UEFA Europa League
- Finalistă (1): 2022-2023

### Alte titluri
MLS All-Star Game
- Câștigătoare (1): 2013

## Hall of Fame
Pe 7 octombrie 2012 a fost anunțat Hall of Fame-ul clubului AS Roma. Jucătorii din Hall of Fame au fost votați pe site-ul oficial al clubului. În 2013 și 2014 au mai fost votați și alți jucători.
| Adăugați în 2012: - Franco Tancredi (1977–90) - Cafu (1997-03) - Giacomo Losi (1954–69) - Aldair (1990-03) - Francesco Rocca (1972–81) - Fulvio Bernardini (1928–39) - Agostino Di Bartolomei (1972–75; 1976–84) - Falcão (1980–85) - Bruno Conti (1973–75; 1976–78; 1979–91) - Roberto Pruzzo (1978–88) - Amedeo Amadei (1936–38; 1939–48) | Adăugați în 2013: - Attilio Ferraris (1927–34; 1938–39) - Sebino Nela (1981–92) - Giuseppe Giannini (1981–96) - Vincenzo Montella (1999–09) | Adăugați în 2014: - Alcides Ghiggia (1953–61) - Carlo Ancelotti (1979–87) - Rudi Völler (1987–92) - Vincent Candela (1997-05) |

## Istoric antrenori
Lista completă a antrenorilor AS Roma din 1927 până în prezent.
| Nume              | Naționalitate | Perioada |
| ----------------- | ------------- | -------- |
| William Garbutt   | Anglia        | 1927–29  |
| Guido Baccani     | Italia        | 1929–30  |
| Herbert Burgess   | Anglia        | 1930–32  |
| Lászlo Barr       | Ungaria       | 1932–33  |
| Lajos Kovács      | Ungaria       | 1933–34  |
| Luigi Barbesino   | Italia        | 1934–38  |
| Guido Ara         | Italia        | 1938–39  |
| Alfréd Schaffer   | Ungaria       | 1939–42  |
| Géza Kertész      | Ungaria       | 1942–43  |
| Guido Masetti     | Italia        | 1943–45  |
| Giovanni Degni    | Italia        | 1945–47  |
| Imre Senkey       | Ungaria       | 1947–48  |
| Luigi Brunella    | Italia        | 1948–49  |
| Fulvio Bernardini | Italia        | 1949–50  |
| Adolfo Baloncieri | Italia        | 1950     |
| Pietro Serantoni  | Italia        | 1950     |
| Guido Masetti     | Italia        | 1950–51  |
| Giuseppe Viani    | Italia        | 1951–53  |
| Mario Varglien    | Italia        | 1953–54  |
| Jesse Carver      | Anglia        | 1954–56  |
| György Sarosi     | Ungaria       | 1956     |
| Guido Masetti     | Italia        | 1956–57  |
| Alec Stock        | Anglia        | 1957–58  |
| Gunnar Nordahl    | Suedia        | 1958–59  |
| György Sarosi     | Italia        | 1959–60  |
| Alfredo Foni      | Italia        | 1960–61  |

| Nume                 | Naționalitate                 | Perioada |
| -------------------- | ----------------------------- | -------- |
| Luis Carniglia       | Argentina                     | 1961–63  |
| Naim Kryeziu         | Albania                       | 1963     |
| Alfredo Foni         | Italia                        | 1963–64  |
| Luis Miró            | Spania                        | 1964–65  |
| Juan Carlos Lorenzo  | Argentina                     | 1965–66  |
| Oronzo Pugliese      | Italia                        | 1966–68  |
| Helenio Herrera      | Argentina                     | 1968–70  |
| Luciano Tessari      | Italia                        | 1970     |
| Helenio Herrera      | Argentina                     | 1971–72  |
| Tonino Trebiciani    | Italia                        | 1972–73  |
| Nils Liedholm        | Suedia                        | 1974–77  |
| Gustavo Giagnoni     | Italia                        | 1978–79  |
| Ferruccio Valcareggi | Italia                        | 1979–80  |
| Nils Liedholm        | Suedia                        | 1980–84  |
| Sven-Göran Eriksson  | Suedia                        | 1984–86  |
| Angelo Sormani       | Italia                        | 1986–88  |
| Nils Liedholm        | Suedia                        | 1988     |
| Luciano Spinosi      | Italia                        | 1988–89  |
| Gigi Radice          | Italia                        | 1989–90  |
| Ottavio Bianchi      | Italia                        | 1990–92  |
| Vujadin Boškov       | Republica Federală Iugoslavia | 1992–93  |
| Carlo Mazzone        | Italia                        | 1993–96  |
| Carlos Bianchi       | Argentina                     | 1996     |
| Nils Liedholm        | Suedia                        | 1996     |
| Ezio Sella           | Italia                        | 1996     |
| Zdenek Zeman         | Cehia                         | 1997–99  |

| Nume                 | Naționalitate | Perioada |
| -------------------- | ------------- | -------- |
| Fabio Capello        | Italia        | 1999–04  |
| Cesare Prandelli     | Italia        | 2004     |
| Rudi Völler          | Germania      | 2004     |
| Luigi Delneri        | Italia        | 2004–05  |
| Bruno Conti          | Italia        | 2005     |
| Luciano Spalletti    | Italia        | 2005–09  |
| Claudio Ranieri      | Italia        | 2009–11  |
| Vincenzo Montella    | Italia        | 2011     |
| Luis Enrique         | Spania        | 2011–12  |
| Zdenek Zeman         | Cehia         | 2012–13  |
| Aurelio Andreazzoli  | Italia        | 2013     |
| Rudi García          | Franța        | 2013–16  |
| Luciano Spaletti     | Italia        | 2016–17  |
| Eusebio Di Francesco | Italia        | 2017–19  |
| Claudio Ranieri      | Italia        | 2019     |
| Paulo Fonseca        | Portugalia    | 2019–21  |
| José Mourinho        | Portugalia    | 2021–24  |
| Daniele De Rossi     | Italia        | 2024     |
| Ivan Jurić           | Croația       | 2024–    |

## Istoric președinti
Lista completă a președintilor AS Roma din 1927 până în prezent.
| Nume                     | Perioada |
| ------------------------ | -------- |
| Italo Foschi             | 1927–28  |
| Renato Sacerdoti         | 1928–35  |
| Vittorio Scialoja        | 1935–36  |
| Igino Betti              | 1936–41  |
| Edgardo Bazzini          | 1941–44  |
| Pietro Baldassarre       | 1944–49  |
| Pier Carlo Restagno      | 1949–52  |
| Romolo Vaselli           | 1952     |
| Renato Sacerdoti         | 1952–58  |
| Anacleto Gianni          | 1958–62  |
| Francesco Marini-Dettina | 1962–65  |
| Franco Evangelisti       | 1965–68  |

| Nume                  | Perioada |
| --------------------- | -------- |
| Francesco Ranucci     | 1968–69  |
| Alvaro Marchini       | 1969–71  |
| Gaetano Anzalone      | 1971–79  |
| Dino Viola            | 1979–91  |
| Flora Viola           | 1991     |
| Giuseppe Ciarrapico   | 1991–93  |
| Ciro Di Martino       | 1993     |
| Franco Sensi          | 1993–08  |
| Rosella Sensi         | 2008–11  |
| Roberto Cappelli      | 2011     |
| Thomas R. DiBenedetto | 2011–12  |
| James Pallotta        | 2012–20  |
| Dan Friedkin          | 2020–    |